# Заборье (Гатчинский район)
Забо́рье (фин. Saapru) — деревня в Гатчинском муниципальном округе Ленинградской области.

## История
Была основана на левому берегу Забродицкого ручья, недалеко от места его впадения в реку Суйду.
Упоминается как пустошь Saborouie Ödhe в Суйдовском погосте в шведских «Писцовых книгах Ижорской земли» 1618—1623 годов.
На карте Ингерманландии А. И. Бергенгейма, составленной по материалам 1676 года, обозначена как деревня Sabrowa.
На шведской «Генеральной карте провинции Ингерманландии» 1704 года — как Sabrova.
Как деревня Саброва она обозначена на «Географическом чертеже Ижорской земли» Адриана Шонбека 1705 года.
Деревня являлась вотчиной императрицы Марии Фёдоровны, из которой в 1806—1807 годах были выставлены ратники Императорского батальона милиции.

ЗАБРОДЬЯ — деревня принадлежит ведомству Красносельской удельной конторы, число жителей по ревизии: 49 м. п., 73 ж. п. (1838 год)

На картах Ф. Ф. Шуберта 1844 года и С. С. Куторги 1852 года обозначена как деревня Забродье.
На этнографической карте Санкт-Петербургской губернии П. И. Кёппена 1849 года она обозначена как деревня «Sabru», расположенная в ареале расселения савакотов. В пояснительном тексте к этнографической карте она записана как деревня Sabru (Забродье) и указано количество её жителей на 1848 год: савакотов — 44 м. п., 77 ж. п.; всего 121 человек.

ЗАБОРЬЕ — деревня Красносельской удельной конторы, по просёлочной дороге, число дворов — 17, число душ — 64 м. п. (1856 год)

В разных источниках приводятся названия деревни, как Заборье, так и Забродье.
Согласно «Топографической карте частей Санкт-Петербургской и Выборгской губерний» в 1860 году деревня на Забродьинском ручье называлась Заборье (Забродье) и состояла из 26 крестьянских дворов.

ЗАБОРЬЕ — деревня удельная при речке Суйде, число дворов — 19, число жителей: 72 м. п., 94 ж. п. (1862 год)

Согласно карте 1879 года деревня называлась Забородье и состояла из 24 крестьянских дворов.

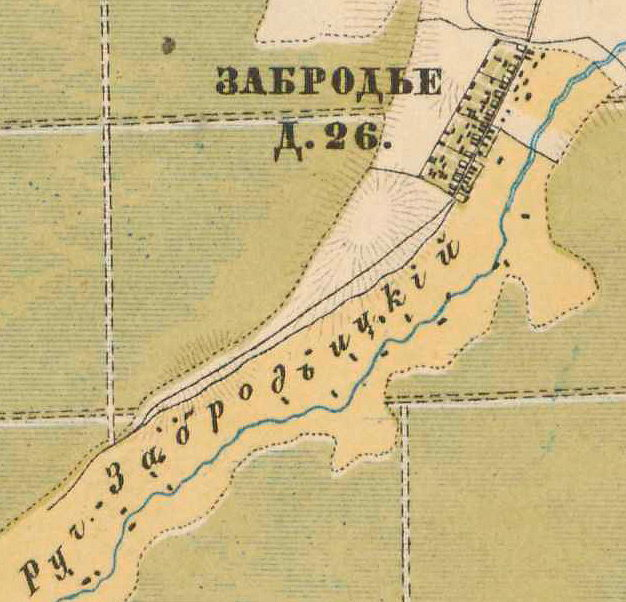
План деревни Заборье. 1885 год

Согласно карте 1885 года деревня Забродье насчитывала 26 дворов.
В конце XIX  — начале XX века деревня административно относилась к Гатчинской волости 2-го стана Царскосельского уезда Санкт-Петербургской губернии. Население деревни было исключительно финским.
К 1913 году количество дворов увеличилось до 40.
С 1917 по 1922 год деревня Заборье входила в состав Заборского сельсовета Гатчинской волости Детскосельского уезда.
С 1922 года в составе Ковшовского сельсовета.
С 1923 года в составе Гатчинского уезда.
Согласно данным переписи населения СССР 1926 года в деревне Заборье Ковшовского сельсовета Троцкой волости Троцкого уезда проживали 292 человека, абсолютное большинство финны, а также несколько человек русских и цыган.
В 1928 году население деревни Заборье также составляло 292 человека.

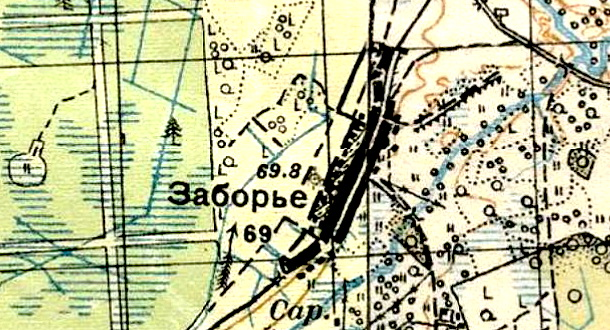
План деревни Заборье. 1931 год

Согласно топографической карте РККА 1931 года деревня насчитывала 69 дворов.
По административным данным 1933 года деревня Заборье входила в состав Ковшовского финского национального сельсовета Красногвардейского района.
С 1939 года в составе Сусанинского сельсовета Слуцкого района.
C 1 августа 1941 года по 31 декабря 1943 года деревня находилась в оккупации.
С 1953 года в составе Гатчинского района.
В 1958 году население деревни Заборье составляло 130 человек.
По данным 1966 года деревня Заборье также входила в состав Сусанинского сельсовета.
По данным 1973 года деревня входила в состав Пригородного сельсовета<.
По данным 1990 года деревня Заборье вновь входила в состав Сусанинского сельсовета.
В 1997 году в деревне проживали 15 человек, в 2002 году — 11 человек (русские — 73%, финны — 27%), в 2007 году — 7.

## География
Деревня расположена в северо-восточной части района на автодороге 41К-513 (Мыза — Ковшово).
Расстояние до административного центра поселения, посёлка Сусанино — 12 км.
Расстояние до ближайшей железнодорожной платформы Сусанино — 7 км.

## Демография
| 1862 | 2007 | 2010 | 2017 |
| ---- | ---- | ---- | ---- |
| 166  | ↘7   | ↗16  | ↗19  |

### Национальный состав
Согласно данным Всероссийской переписи населения 2021 года в деревне проживали 54 человека, все русские.